# غلامرضا شریعتی اندراتی
غلامرضا شریعتی اندراتی (زادهٔ اندرات،  بهشهر) سرهنگ سپاه و نماینده حوزه انتخابیهٔ بهشهر، نکا و گلوگاهِ استان مازندران در یازدهمین و دوازدهمین دوره مجلس شورای اسلامی است.

## سوابق
- فرماندهی سپاه ناحیه بهشهر[۶]
- فرماندهی سپاه ناحیه ساری[۷]
- ریاست سازمان بسیج سازندگی استان مازندران[۸]

## شرکت در انتخابات
شریعتی در سال ۱۳۹۸ در یازدهمین دوره انتخابات مجلس شورای اسلامی از حوزه انتخابیه بهشهر، نکا و گلوگاه اعلام کاندیداتوری کرد و توانست در این انتخابات با کسب ۵۷٬۹۴۵ رأی از میان ۱۲۳٬۹۷۵ رأی مأخوذه، و اخذ ۴۶٫۷۳٪ آراء برای اولین بار راهی بهارستان شود.
او در سال ۱۴۰۲ نیز برای دوازدهمین دوره انتخابات مجلس شورای اسلامی از همان حوزه نامزد شد و توانست برای دومین بار پیاپی، با کسب ۳۸٬۰۰۸ رأی از ۱۱۳٬۳۴۲ رأی و کسب ۳۳٫۵۳٪ آراء در مجلس شورای اسلامی ابقاء شود. او در هر دو دوره جزو لیست نهایی شورای ائتلاف نیروهای انقلاب اسلامی در استان‌ها با نام‌های لیست ایران سربلند (انتخابات ۱۳۹۸) و لیست شانا (انتخابات ۱۴۰۲) قرار داشت.